# Feuerwache Prenzlauer Berg

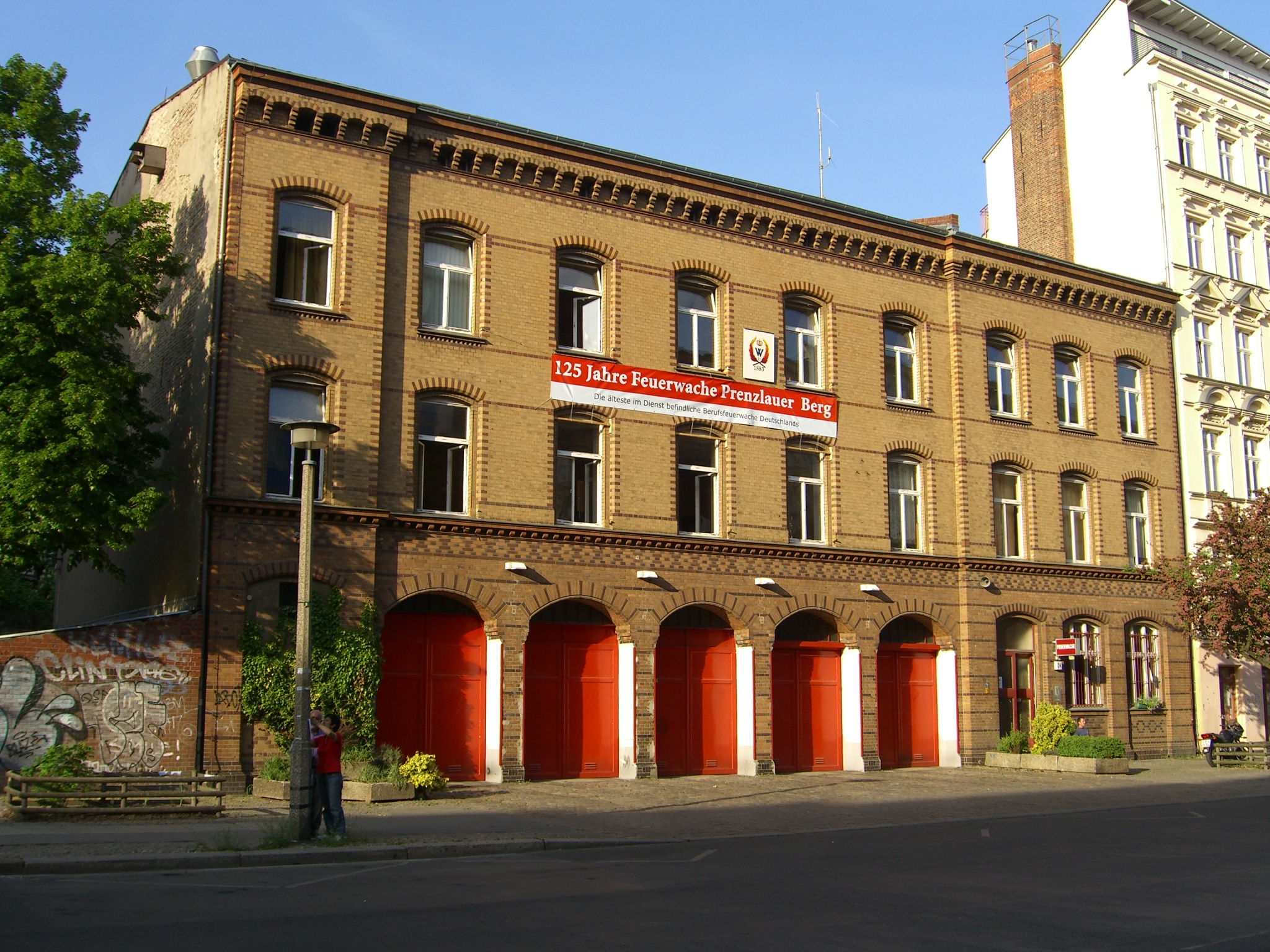
Die Feuerwache Prenzlauer Berg im Jubiläumsjahr 2008.

Die Feuerwache 1300 (Prenzlauer Berg), des Einsatzbereich E2 in der Oderberger Straße im Berliner Ortsteils Prenzlauer Berg (Bezirk Pankow) ist nach der bereits 1859 errichteten Feuerwache Stettin in der Linienstraße 128/129 das zweitälteste Wachgebäude der Berliner Feuerwehr, jedoch aber die älteste noch im Dienst befindliche „Berufsfeuerwache“ in Deutschland.

## Geschichte

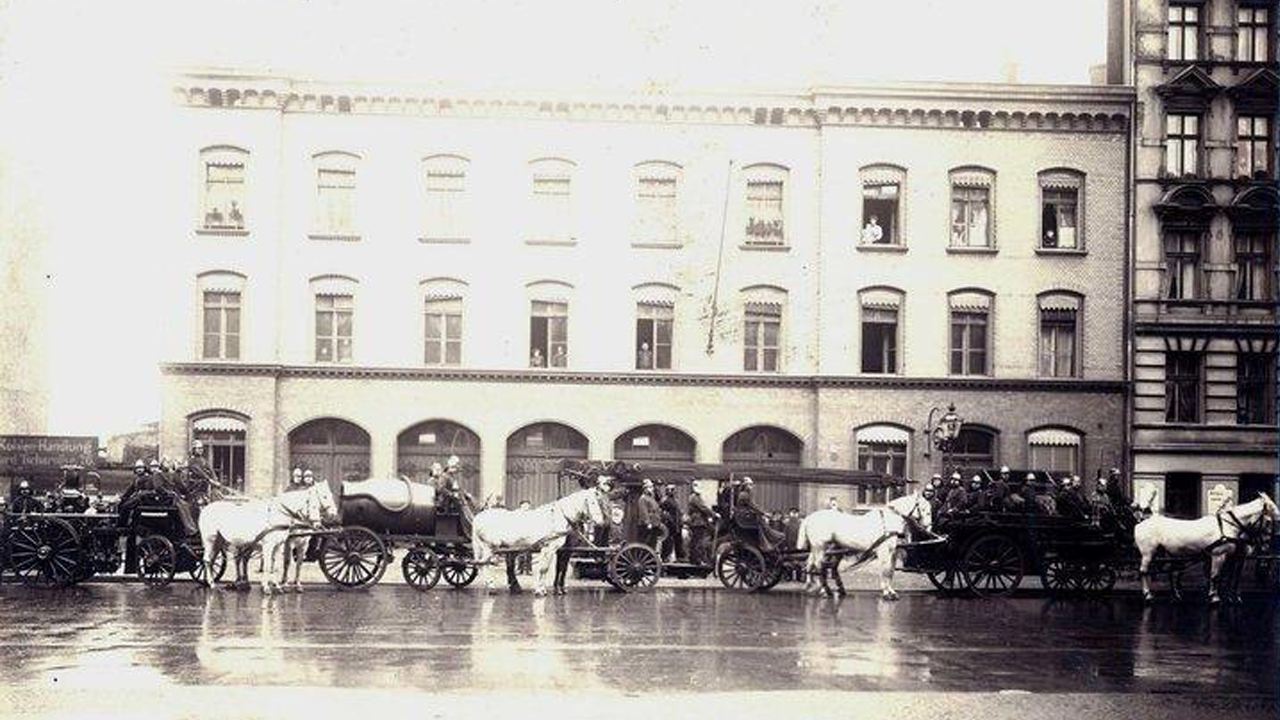
Von Schimmeln gezogen: Spritzenwagen, Wasserwagen, Leiterwagen und Mannschaftswagen (von links nach rechts)

Die Oderberger Straße wurde im Jahr 1871 durch das Gelände einer Baumschule angelegt und erhielt 1873 ihren heutigen Namen. Die Feuerwache wurde am 25. November 1883 von der 1851 gegründeten Berliner Feuerwehr bezogen. Sie verfügte über „Handdruckspritzen, einen Mannschaftswagen und mehrere Wasserwagen“. Bekannt wurde die Feuerwache durch den Einsatz von Schimmeln, die der Feuerwehr gehörten, was zu damaliger Zeit eine Seltenheit war.
Das Gebäude ist als Baudenkmal in der Denkmalliste des Landesdenkmalamtes Berlin aufgeführt. Mit dem Bau der Berliner Mauer wurde die Straße zu einer Sackgasse und die nur wenige Häuser von der Mauer entfernte Feuerwache lag plötzlich in einer Randlage.
Im Jahr 1956 wurde die Freiwillige Feuerwehr Prenzlauer Berg gegründet, die zunächst das Gebäude der Berufsfeuerwehr mitbenutzte. Seit 1984 ist die Freiwillige Feuerwehr in ihrem eigenen Wachgebäude in der Schieritzstraße stationiert.

## Feuerwache heute

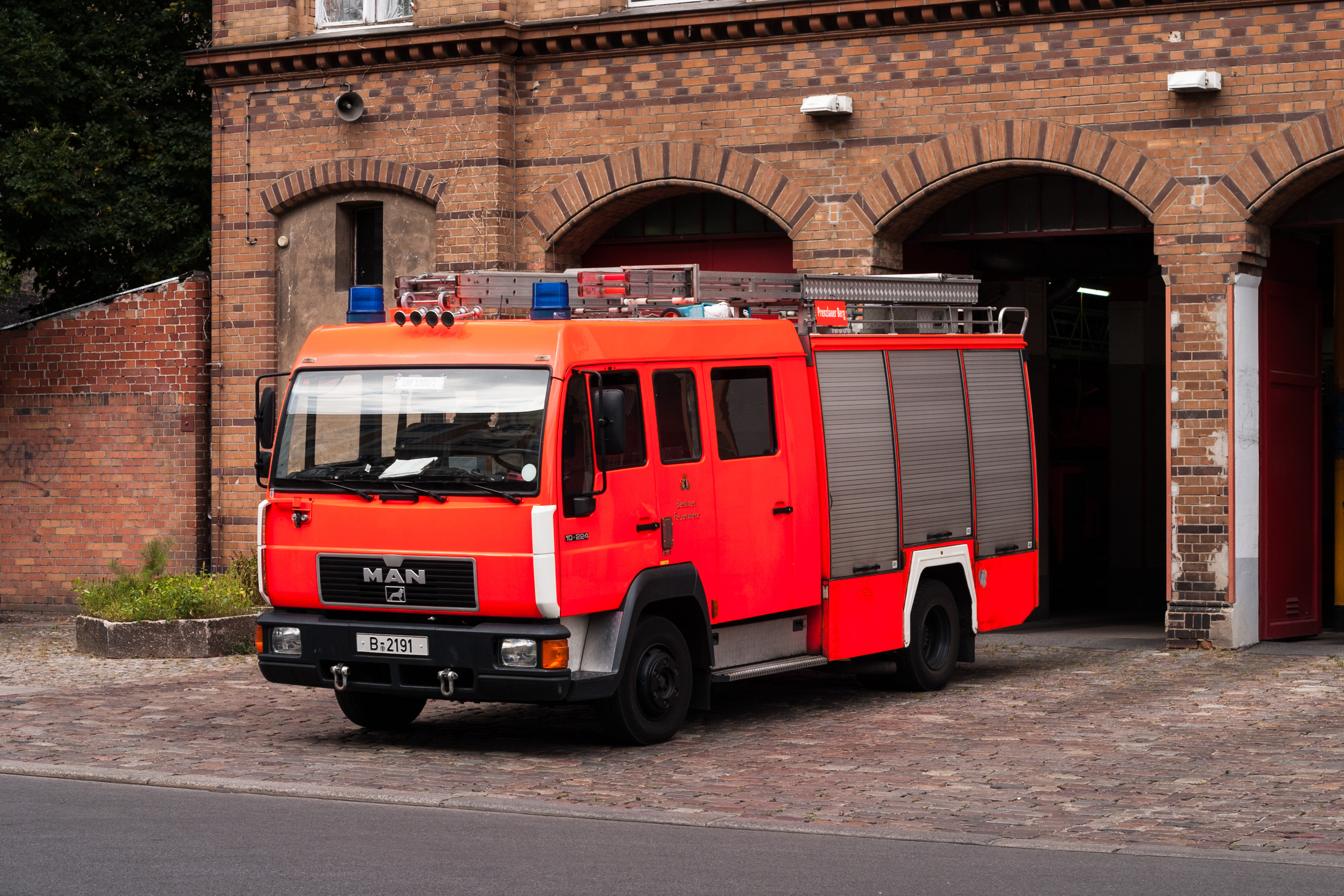
Lösch-Hilfeleistungsfahrzeug (LHF 16/12; Baujahr 1995) der Berliner Feuerwehr vor der Feuerwache Prenzlauer Berg (2014)

Es handelt sich bei dieser Wache um eine „Klingelwache“, welche monatlich über mehr als 1000 mal alarmiert wird. Die Tore werden mittels Fernmelder noch immer per Hand geöffnet und geschlossen.
Auf Grund der baulichen Situation in der Oderberger Straße gibt es langfristige Überlegungen, den Standort bedingt modernisieren zu lassen (z. B. automatische Hallentore), oder gar komplett mit einem Neubau zu verlegen. Dazu gibt es aber keine konkreten bestätigten Aussagen von der Behördenleitung!

## Funktion und Ausstattung
Sonderfunktion
Die FW 1300 stellt eine von zwei A.N.T.S. der Berliner Feuerwehr. Diese Sonderfunktion wird nach Möglichkeit ständig besetzt und hat eine hohe Priorität.
Einsatzkräfte
Am Tag mit 16 und in der Nacht mit 14 Einsatzkräften besetzt.
Fahrzeuge
- 2 LHF - 1× „LHF 1300/1 ANTS“ und 1× „LHF-M 1300/2“, das „M“ steht hierbei für Minderung, dieses LHF wird mit 4 statt üblicherweise mit 6 Einsatzkräften besetzt.
- 1 DLK - „DLK 1300“[4]
- 3 RTW - 1× „RTW C 1300/3“ in 12h Tag Besetzung (von 09:00–21:00 Uhr), 1× „RTW B 1300/1“ in 12h Tag/Nacht Besetzung (07:00–19:00 Uhr und 19:00–07:00 Uhr) sowie 1× „RTW C 1300/6“ in 12h Tag/Nacht Besetzung (07:00–19:00 Uhr und 19:00–07:00 Uhr) Dieser wird dauerhaft vorgehalten und durch Besatzung der LHF's oder der DLK besprungen. Dieser RTW dient zur Spitzenabdeckung.
- 1 RTW der Bundeswehr als „RTW BW 1300/1“[5]

Zugeordnete Fahrzeuge anderer Standorte (Stützpunkt RTW)
- 1 RTW als „RTW C 2630“ in 12h Tag/Nacht Besetzung (Standort FF Blankenfelde)